# Rudolf Schreiner

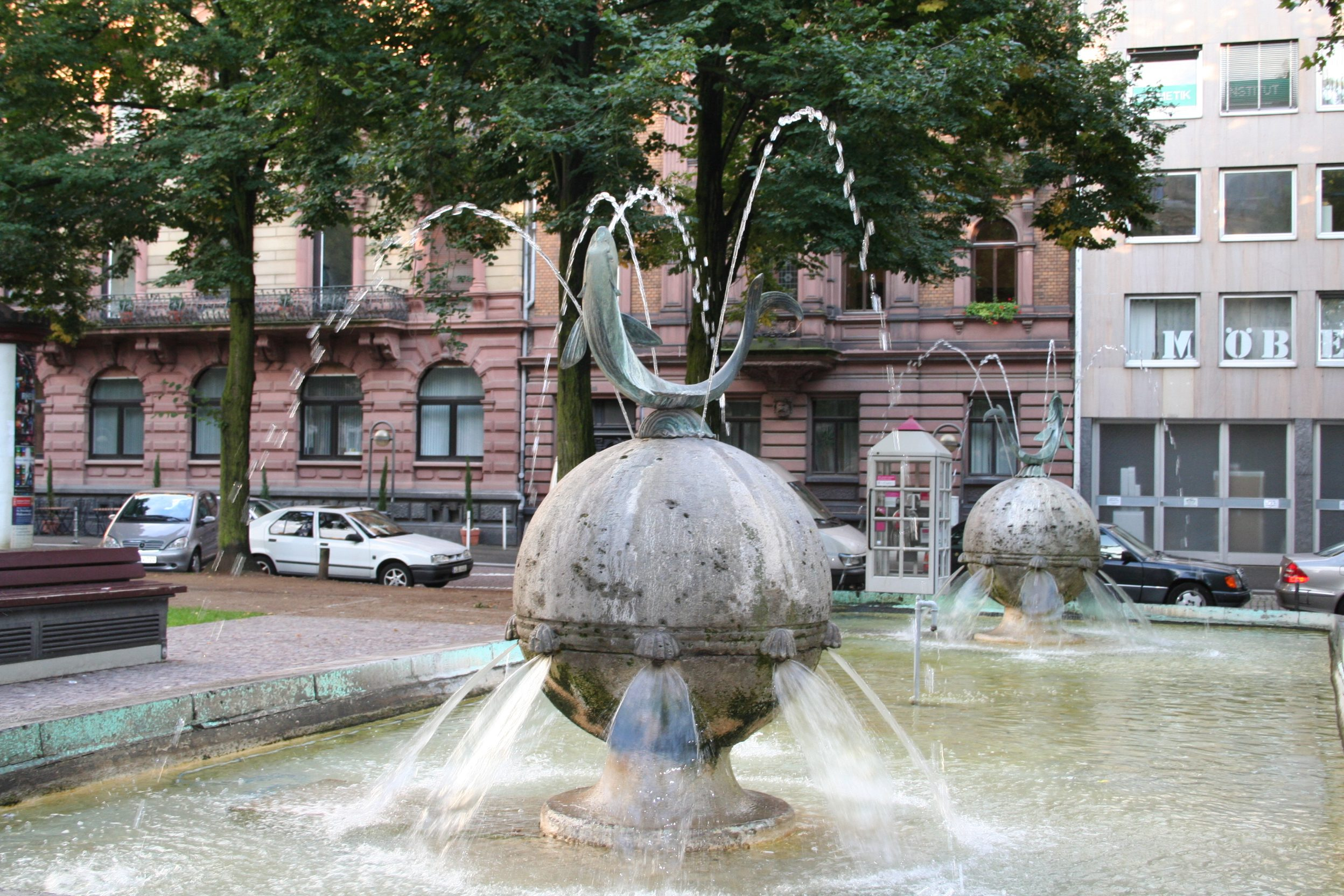
Fischtorbrunnen in Mainz

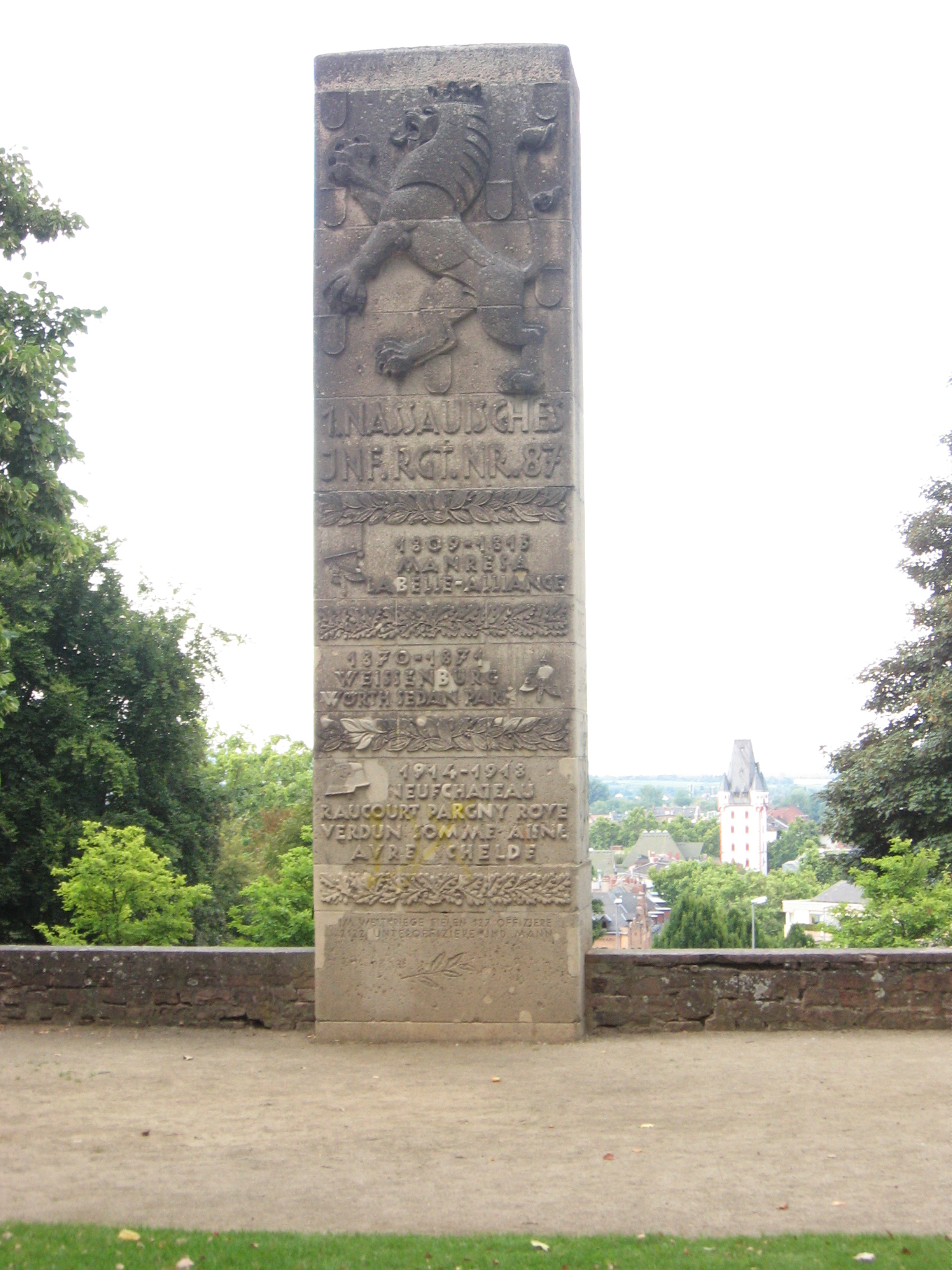
87er-Denkmal an der Eisgrub in Mainz

Rudolf Schreiner (* 27. Dezember 1885 in Feuerbach; † 21. August 1953 in Mainz) war ein deutscher Architekt.

## Studium
Schreiner war der Sohn des promovierten Chemikers Ludwig Schreiner, der an der Entwicklung der Kunstseide mitwirkte und zwischen 1904 und 1914 Vorstandsvorsitzender der J. P. Bemberg AG in Barmen war. Bedingt durch das wohlhabende Elternhaus, konnte er schon früh seine künstlerischen Neigungen ausleben. Unter anderem illustrierte er die Jugendgedichte von Will Vesper, mit dem ihn seit der Schulzeit eine Freundschaft verband, die bis in die Münchner Zeit andauerte.
Ernst Rudolf Schreiner studierte ab 1905 in München und Darmstadt Architektur. Während seines Studiums wurde er in Darmstadt Mitglied der Studentenverbindung Gesellschaft Burg. Während seiner Darmstädter Studienzeit übte er das freie Zeichnen, das Aquarellieren und die Bauaufnahme der Denkmäler in der Umgebung der Stadt. In dieser Zeit lernte er Wilhelm Pinder, Ordinarius für Kunstgeschichte an der Technischen Hochschule Darmstadt, kennen und stand seither mit ihm in engem Kontakt. Erste Erfolge erzielte er noch als Student mit seinem Entwurf für ein Hallenbad in Plauen, bei dem er 1907/08 in einem Wettbewerb den 3. Platz erzielte. In dem späteren Wettbewerb für die deutsche Botschaft in St. Petersburg (1913) konkurrierte er mit dem ehemaligen Künstlerkolonie-Mitglied Peter Behrens, dessen Entwurf den Sieg davontrug.
Am 22. Juli 1909 legte er seine Diplom-Hauptprüfung an der Technischen Hochschule Darmstadt ab. Kernbestandteil seiner Diplomarbeit war der Lageplan einer idealen Stadt. Anschließend finanzierte ihm sein Vater eine sechsmonatige Studienreise durch Italien. Schreiner wollte die klassischen Bauwerke und die italienische Kunst kennenlernen.
Auch nach seinem Studium blieb er in enger Verbindung zu Künstlern und Architekten der Darmstädter Künstlerkolonie, arbeitete jedoch als Assistent beim evangelischen Kirchenbaumeister und einflussreichen Hochschullehrer Friedrich Pützer.
Sein privates Leben änderte sich 1912 durch die Heirat mit Barbara Anna Schlippe (1884–1971). Barbara Schlippe war die Tochter des hessischen Ministerialrates und Generalstaatsanwalts Paul Angelus Schlippe und seiner Frau Rosa sowie die Schwester von Joseph Schlippe.
Zwischen 1911 und 1912 baute Rudolf Schreiner für seine Eltern das Haus Nikolaiweg 5 auf der Mathildenhöhe am Rande der Künstlerkolonie. Nach 1918 entwarf er für seinen Schwager Paul Lorenz Schlippe das Haus Ohlystrasse 68.
Nach dem erfolgreichen Ablegen der Großen Staatsprüfung (2. Staatsexamen) wurde ihm 1914 der Titel Regierungsbaumeister (Assessor) verliehen. Anschließend wurde er Landesdenkmalpfleger von Ostpreußen mit Sitz in Königsberg.

## Wehrdienst
Nach dem Ausbruch des Ersten Weltkrieges wurde er zum Militärdienst eingezogen. Seine Familie ging zurück in das sichere Darmstadt. Zur Kompensation der Anstrengungen zeichnete er in dieser Zeit sehr viel und verzierte seine Briefe und Feldpostkarten mit Skizzen.

## Nach dem Ersten Weltkrieg
Der Kunstverein Darmstadt wurde auf ihn aufmerksam und es kam nach seiner Rückkehr zu einer ersten Ausstellung seiner Bilder dort. Einige seiner Zeichnungen wurden damals bereits gedruckt veröffentlicht.
Eine zweite Ausstellung fand 1921 bei der Reichsvermögensverwaltung in Mainz statt. Schreiner erwarb gute Kontakte zur französischen Stadtkommandantur und arbeitete bis 1924 für die Besatzungstruppen.
Anschließend gründete er mit seinem Partner Reinhold Weisse ein privates Architekturbüro in Mainz und wurde Obmann des Bundes Deutscher Architekten. In der Zeit ab 1924 entstanden u. a. die Siedlung am Fichteplatz, das Denkmal am Windmühlenberg, der Fischtorbrunnen und einige Industriebauten.

## Krise
In der schweren Zeit der Weltwirtschaftskrise musste das Architekturbüro verkleinert werden. Nach einer kurzen wirtschaftlichen Erholung in den 1930er Jahren gab Rudolf Schreiner sein Büro im Zweiten Weltkrieg auf. Er arbeitete in der Folge bei staatlichen Stellen, plante Luftschutzanlagen und die Verlegung von Industrie in Bunker.
Nach dem Krieg gründete er erneut ein Architekturbüro, das er bereits 1951 an seinen jüngsten Sohn Peter übergab. Gerd Schreiner, Mitglied des rheinland-pfälzischen Landtags, ist sein Enkel.

## Werk

### Bauten und Entwürfe
- 1911–1912: Wohnhaus für Dr. Ludwig Schreiner in Darmstadt, Nikolaiweg 5
- nach 1918: Wohnhaus für Dr. med. Paul Lorenz Schlippe und seiner Frau Emma, geb. Freiin von Wedekind, in Darmstadt, Ohlystraße 68
- 1921–1922: Unteroffizierskasino der Besatzungstruppen in Mainz-Gonsenheim
- 1924–1928: Geschosswohnungsbauten in der Siedlung am Fichteplatz in Mainz
- vor 1929: Pfarrhaus der Altmünsterkirche (damals französische Garnisonskirche) in Mainz
- 1930: Fischtorbrunnen in Mainz (gemeinsam mit Bildhauer Peter Dienstdorf)
- 1930: Kriegerdenkmal für das 1. Nassauische Infanterieregiment Nr. 87 auf dem Windmühlenberg in Mainz (gemeinsam mit Bildhauer Peter Dienstdorf)

sowie undatiert:
- Erweiterungsbauten für die Chemische Fabrik Budenheim in Budenheim am Rhein
- Industriearchitektur für die Sektkellerei Kupferberg in Mainz
- Industriearchitektur der Mainzer Aktien-Bierbrauerei
- Kino „Ufa-Palast“ in Mainz
- Büro der Köln-Düsseldorfer Deutsche Rheinschiffahrt AG am Rheinufer in Mainz

### Grafik
- vier Zeichnungen für den 1920 von August Buxbaum herausgegebenen Band Darmstadt und Umgebung in zweihundert Federzeichnungen